# Oikos University
Die Oikos University ist eine private christliche Bildungseinrichtung ohne staatliche Anerkennung mit Sitz in Oakland, Kalifornien.

## Geschichte
Die Universität wurde 2004 von Pastor Jongin Kim gegründet. Kim ist derzeit der Rektor und führt die private Bildungseinrichtung zusammen mit dem Vorstands-Vorsitzenden Young-Kyo Choi. Sie ist eng mit der Praise God Korean Church und der Shepherd University of San Francisco verbunden.

### Fächer
An der Hochschule werden, einer privaten Berufsschule vergleichbar, Theologie, Musik, Krankenpflege und asiatische Medizin gelehrt. Sie ist seit dem 13. Mai 2011 unter der Lizenz des California Bureau of Private Postsecondary Education zugelassen und wird von dem Board of Vocational Nursing and Psychiatric Technician akkreditiert. Seit 2011 hat die Einrichtung eine Genehmigung, angewandte Akupunktur zu lehren.
Die Bildungseinrichtung unterliegt keiner staatlichen Aufsicht und hat keine staatliche Anerkennung durch das Bildungsministerium der Vereinigten Staaten oder den Council for Higher Education Accreditation.

### Amoklauf
Am 2. April 2012 ereignete sich auf dem Campus ein Amoklauf. Dabei wurden sieben Personen getötet und drei verletzt. Es war die höchste Opferzahl seit dem Amoklauf an der Virginia Tech 2007, bei dem 32 Menschen getötet wurden. Der 43-jährige Täter koreanischer Abstammung, ein früherer Student der Hochschule, ergab sich eine Stunde später in einem acht Kilometer entfernten Supermarkt in Alameda, zu dem er mit dem Auto eines seiner Opfer geflüchtet war. Der Täter One L. Goh muss sich nicht vor Gericht verantworten, nachdem er auf nicht schuldig plädiert hatte, wurde er vom zuständigen Richter am 8. Januar 2013 freigesprochen. Da ihm wegen einer psychischen Störung nicht der Prozess gemacht werden kann, wurde Goh stattdessen in einer Psychiatrie untergebracht.